# Timo Daum
Timo Daum (* 1967 in Pforzheim) ist ein deutscher Dozent und Autor zum Thema Digitale Ökonomie. 

## Werdegang
Daum studierte von 1989 bis 1994 Physik an der Technischen Universität Karlsruhe und schloss mit Diplom ab. Anschließend war er bis 1996 wissenschaftlicher Mitarbeiter am Institut für Nanostrukturphysik der Universität Hamburg. Er verfügt über zwei Jahrzehnte Berufserfahrung in der IT-Branche, war als Herausgeber und Online-Designer tätig, und veranstaltet Vorträge und Seminare zur Thematik des digitalen Kapitalismus. Er schrieb unter anderem für Luxemburg und die Berliner Gazette.
Lehrtätigkeiten führten ihn an die BTK Hochschule für Gestaltung Hamburg, das CIEE Global Institute, die DMA Hochschule Berlin, die FHNW Basel, die Friedrich-Schiller-Universität Jena, die Hochschule RheinMain, die HTW Berlin, die HTW Dresden, die Leibniz-Universität Hannover, die SRH-Hochschule Berlin, die Universität Hildesheim und die Universität Leipzig.
Seit Februar 2020 ist er wissenschaftlicher Mitarbeiter der Forschungsgruppe „Digitale Mobilität und gesellschaftliche Differenzierung“ am Wissenschaftszentrum Berlin (WZB). 2022 war er Fellow am Weizenbaum-Institut. Seit Oktober 2022 promoviert er an der Technischen Universität Berlin zur Rolle Teslas bei der „disruptiven Elektrifizierung“ der Automobilindustrie.
Sein Buch Das Kapital sind wir. Zur Kritik der digitalen Ökonomie (2017) wurde mit dem Preis Das politische Buch 2018 der Friedrich-Ebert-Stiftung ausgezeichnet. Seit 2017 ist er Mitglied des Gesprächskreises „Zukunft Auto Umwelt Mobilität“ der Rosa-Luxemburg-Stiftung.
Timo Daum lebt in Leipzig.

## Schriften (Auswahl)
- Big Data China. Technologie – Politik – Regulierung. Mandelbaum, Wien Berlin 2023, ISBN 978-3-99136-024-7.
- gemeinsam mit Sabine Nuss (Hg.): Die unsichtbare Hand des Plans. Koordination und Kalkül im digitalen Kapitalismus. Dietz, Berlin 2021, ISBN 978-3-320-02382-9.
- Agiler Kapitalismus. Das Leben als Projekt. Edition Nautilus, Hamburg 2020, ISBN 978-3-96054-242-1.
- Das Auto im digitalen Kapitalismus. Wenn Algorithmen und Daten den Verkehr bestimmen. oekom Verlag, München 2019, ISBN 978-3-96238-141-7.
- Die Künstliche Intelligenz des Kapitals. Edition Nautilus, Hamburg 2019, ISBN 978-3-96054-190-5.
- Das Kapital sind wir. Zur Kritik der digitalen Ökonomie. Edition Nautilus, Hamburg 2017, ISBN 978-3-96054-058-8.
  - Das Kapital sind wir. Zur Kritik der digitalen Ökonomie. Sonderausgabe für die Bundeszentrale für politische Bildung, Bonn 2018, ISBN 978-3-7425-0280-3.
  - El capital somos nosotros. Crítica a la economía digital. Uruk Editores, San José, Costa Rica 2018, ISBN 978-9930-526-75-0.